# ÍF Völsungur
Íþróttafélagið Völsungur (kortweg Völsungur) is een IJslandse sportvereniging uit Húsavík aan de noordkust van het land. De club is opgericht in 1927 en speelt zijn wedstrijden in het Húsavíkurvöllur. 
Völsungur speelde twee seizoenen in Úrvalsdeild, in 1987 en 1988.